# Naufrágio do Bateau Mouche IV
O Bateau Mouche IV foi uma embarcação de turismo que naufragou na costa brasileira no dia 31 de dezembro de 1988, mais precisamente na Baía de Guanabara, no Rio de Janeiro, quando estava a caminho de Copacabana. Das 142 pessoas a bordo, 55 morreram. Acredita-se que a embarcação estivesse superlotada, além de apresentar uma série de falhas.

## História
A embarcação, um antigo barco de pesca fabricado em Fortaleza em 1970 e batizado inicialmente como Kamaloka, havia sido modificada várias vezes, destacando-se o acréscimo de um terraço suplementar.
Durante as comemorações do Ano Novo de 1989, embora estivesse regularizada pelas autoridades competentes e fosse considerada um cartão-postal da cidade do Rio de Janeiro, ao se deslocar para fora da barra da baía de Guanabara para assistir à queima de fogos na praia de Copacabana, deparou-se com ondas pesadas no mar, vindo a adernar. A rápida e acentuada movimentação de carga nos andares superiores causou o naufrágio, no qual morreram 55 dos 142 passageiros a bordo.
A traineira Evelyn Maurício tinha partido de Niterói com os pescadores Jorge de Souza, João Batista de Souza Abreu, Marcos Vinícius Lourenço da Silva, Francisco Carlos Alves de Moraes e Jorge Luiz Soares de Souza e as suas respectivas famílias, com destino a Copacabana; no caminho cruzaram com o Bateau Mouche IV, iluminado e muito cheio. Os pescadores presenciaram o naufrágio, e tornaram-se heróis ao jogarem boias, cabos e cordas para salvar cerca de 30 náufragos, que foram retiradas do mar pelos braços.
No inquérito que se seguiu foram apontados diversos responsáveis, entre eles a empresa de turismo, as autoridades competentes do estado do Rio de Janeiro, e a Capitania dos Portos, dando lugar a um longo processo judicial.
O laudo pericial apontou que o Bateau Mouche IV transportava mais que o dobro da lotação permitida (62 passageiros). Os sócios majoritários da empresa Bateau Mouche Rio Turismo, Faustino Puertas Vidal e Avelino Rivera (espanhóis) e Álvaro Costa (português), foram condenados por homicídio culposo (sem a intenção de matar), sonegação fiscal e formação de quadrilha, em maio de 1993, a quatro anos de prisão em regime semiaberto (só dormiam na prisão), mas em fevereiro de 1994 eles fugiram para a Espanha.
A atriz Yara Amaral perdeu a vida na tragédia, junto com sua mãe. Também se encontrava a bordo da embarcação o ex-ministro do Planejamento, Aníbal Teixeira, que sobreviveu.

## Principais causas do naufrágio
1. Excesso de peso (carga) e passageiros;
2. Posicionamento de duas caixas d'água no teto da embarcação e substituição do piso de madeira original do convés superior por um piso de concreto, elementos que deslocaram o centro de gravidade para cima, ajudando a embarcação a adernar ao ser exposta ao mar revolto;
3. As escotilhas e vigias não eram estanques e, com o excesso de peso, ficaram abaixo do nível do mar e alagaram os compartimentos inferiores;
4. As bombas de esgotamento (que jogam a água para fora da embarcação, em caso de alagamento) não funcionavam perfeitamente.

## Homenagens
O caso teve um episódio no programa Linha Direta, em 29 de julho de 2004. A atriz Yara Amaral foi vivida pela atriz Denise Del Vecchio. O mar foi uma piscina no Projac, que precisou ser enchida com mais caminhões pipa do que o normal.
O serviço de streaming Max lançou a série documental em três episódios Bateau Mouche: o Naufrágio da Justiça, em 18 de março de 2025.
 Lista de Vítimas do náufragio
1. Amir Abud
2. Alberto Wajngarten
3. Anna Maria Haires Camurca  Lima
4. Antônio Raimundo de Mesquita
5. Augusto Amato
6. Bruno Mário Crosara Benelli
7. Camila Wajngarten
8. Camilo Faro da Costa
9. Carlos Alberto Cavalcanti Gonçalves
10. Celestino Daniel Mouza Lema
11. David Gdalevici
12. David Mizhari
13. Dione Alves Camargo
14. Djanira Silveira Araújo
15. Eduardo Lerner
16. Elisa da Silva Amaral
17. Emílio Paolino Sobrinho
18. Esperanza Muino Suarez
19. Estera Maria Ajs
20. Fernanda Nóbrega
21. Ginna de Vecchi Silveira
22. Heloísa Helena da Silva
23. Irene Cardonsky Lerner
24. José Antônio da Silva
25. José Francisco Pinto Queiroz Gomes
26. José de Oliveira Freitas
27. João Esteves Afonso da Silva
28. Júlio Simão da Silva
29. Jussara Frade Ribeiro
30. Lázaro Aparecido de Mendonça
31. Maria Hilda de Souza Pereira
32. Maria José Andrade Teixeira Souza
33. Maria de Fátima  Costa
34. Maria Frade Ribeiro
35. Maria Lúcia Leonel
36. Maria Nazareth de Lima Silvério
37. Maria Otília Netto Costa
38. Marlene de Andrade
39. Mario Franco Attilio Multedo
40. Mário Rodriguez Trilles
41. Mathildes de Fátima Carvalho
42. Neusa Maria de Almeida Silva
43. Neuza Maria Guimarães de Oliveira
44. Norma María Serio de Barros
45. Paolo Montegazza
46. Pedro Flávio Murce Cecílio
47. Rita Cândida Frade Ribeiro
48. Ruth Regina Saboni Wajngarten
49. Schirley Souza Batista Soares
50. Sebastião de Andrade Filho
51. Sílvio Grotkowski
52. Sílvio Ernesto Chiaravalli
53. Vitória dos Santos Donadio
54. Yara Amaral Goulart
55. Walter Rodrigues Branco

## Fatos históricos e relevantes
- Neste acidente, 55 pessoas morreram de um total de 142 passageiros que aguardavam a virada do ano na baía da Guanabara.
- O embarque foi no píer do restaurante Sol e Mar, atual Real Astória, Praia do Botafogo, zona sul do Rio, às 21h15m.
- A embarcação foi construída em 1970 em Fortaleza, e chegou a pertencer ao empresário carioca Alfredo Saade.
- O Bateau Mouche IV adernou após ser atingido por uma onda às 23h50m, emborcando e afundando de cabeça para baixo junto à extremidade norte da ilha de Cotunduba, nas coordenadas de latitude 22º 57' 62'' e longitude 43º 09' 43''.
- Com ajuda das fortes ondas, o principal motivo do naufrágio foi que, às 23h50m, todos os passageiros se movimentaram para ver os fogos de artificio por boreste do barco, o que o fez naufragar.
- Os militares da Marinha que emitiram as licenças, apresentadas pelos proprietários do barco, nas quais a agência de turismo indiciada se baseou para vender o passeio, apesar das provas, foram inocentados de corrupção, assim como os proprietários, que receberam as menores penas.
- Sendo a implicada mais solvente, a agência de turismo teve que pagar as indenizações, vindo a falir.
- Bernardo Amaral, filho da atriz Yara Amaral, que foi vítima na tragédia, criou a associação "Bateau Mouche Nunca Mais", para defender os parentes de vítimas da tragédia.